# Günter F. Müller
Günter Fred Müller (geb. am 20. Oktober 1946 in Kronach; gest. am 5. Juni 2023 in Landau) war ein deutscher Wirtschaftspsychologe.

## Leben
Müller studierte von 1969 bis 1974 Psychologie an der Universität Mannheim. Anschließend war er dort als wissenschaftlicher Mitarbeiter tätig und promovierte 1977 am Fachbereich. Danach ging er an die Universität Oldenburg, wo er auch 1985 habilitierte. 1989 nahm er die Professur für Arbeits-, Betriebs- und Organisationspsychologie an der Universität Bielefeld an. Drei Jahre später wechselte er an die Universität Koblenz-Landau, wo er über 20 Jahre lang die Professur Sozialpsychologie und Arbeits,- Betriebs- und Organisationspsychologie innehatte. Seit April 2012 war er pensioniert.

## Forschung
Müller widmete sich in seiner Arbeit vor allem psychologischen Aspekten des unternehmerischen Handelns, etwa bei der Existenzgründung, im Personalmanagement oder in Verhandlungen. Dabei entwickelte er unter anderem den Fragebogen zur Diagnose unternehmerischer Potenziale (F-DUP). Außerdem forschte er zu den Themen Selbstmanagement, Selbstständigkeit und Selbstführung.

## Publikationen (Auswahl)
- Günter F. Müller: Prozesse sozialer Interaktion. Verlag für Psychologie Hogrefe, 1985, ISBN 3-8017-0245-6.
- Günter F. Müller: Existenzgründung und unternehmerisches Handeln : Forschung und Förderung. Verlag Empirische Pädagogik, Landau 2000, ISBN 3-933967-10-4.
- Günter F. Müller, Walter Braun: Selbstführung : Wege zu einem erfolgreichen und erfüllten Berufs- und Arbeitsleben. Huber, Bern 2009, ISBN 978-3-456-84683-5.
- Günter F. Müller, Martin Sauerland, Gerhard Raab: Wir alle sind Unternehmer! : die Psychologie erfolgreicher Gründung und Führung von Unternehmen. Windmühle, Hamburg 2016, ISBN 978-3-86451-034-2.
- Günter F. Müller, Martin Sauerland, Gerhard Raab: Mehr ICH wagen! : Selbstführung am Arbeitsplatz und in der Organisation. Windmühle, Edition bei Feldhaus, Hamburg 2018, ISBN 978-3-86451-050-2.